# Junior Adamu
Junior Adamu, né le 6 juin 2001 à Kano (Nigeria), est un footballeur international autrichien qui évolue au poste d'avant-centre au SC Fribourg.

## Biographie

### En club
Chukwubuike Adamu est formé au Red Bull Salzbourg. Avec l'équipe des moins de 19 ans du Red Bull, il participe à l'UEFA Youth League. Il atteint les demi-finales de cette compétition en 2020, en étant battu par les jeunes du Real Madrid. Il se met en évidence en inscrivant un doublé en huitièmes face à Derby County, puis un triplé en quart face à l'Olympique lyonnais.
C'est avec le club partenaire du Red Bull, le FC Liefering, qu'il débute en professionnel. Il marque notamment avec le FC Liefering 14 buts en deuxième division lors de la saison 2019-2020.
Le 10 octobre 2020, Adamu prolonge son contrat avec Salzbourg jusqu'en 2025.
Junior Adamu est prêté au FC Saint-Gall en février 2021.
Le 27 février 2021, il joue son premier match sous ses nouvelles couleurs, lors d'une rencontre de Super League face au FC Bâle (victoire 3-1 à domicile). Le 7 mars, il inscrit son premier but dans ce championnat, lors d'un déplacement au FC Lucerne (victoire 4-2 à l'extérieur). Le 15 mai, il se met en évidence en marquant un doublé en championnat, lors de la réception du FC Lausanne-Sport, permettant à son équipe de l'emporter sur le large score de 5-0. Adamu inscrit un total de six buts en championnat cette saison là.
Le 24 mai, lors de la finale de la Coupe de Suisse, il se met en évidence en marquant un but face au FC Lucerne. Toutefois, cela ne suffit pas à son équipe, qui doit s'incliner sur le score de 1-3.
Il participe à son premier match de Ligue des champions le 17 août 2021, il entre en jeu en cours de partie, et son équipe s'impose (2-1).
Six jours plus tard, il joue son premier match en Bundesliga autrichienne, lors d'un déplacement sur la pelouse du Sturm Graz (victoire 1-3 à l'extérieur). Le 14 août, il inscrit son premier but dans ce championnat, sur la pelouse de l'Admira Wacker, permettant à son équipe de l'emporter 0-1 à l'extérieur.
Il dispute son premier match de phase de groupes de Ligue des champions le 14 septembre 2021 sur la pelouse du Séville FC (match nul 1-1), en remplaçant Benjamin Šeško en seconde mi-temps.
Le 16 février 2022, en 8e de finale aller de Ligue des champions face au Bayern Munich, il est entre en jeu en début de match à la place de Noah Okafor, blessé, et ouvre le score à la 20e minute de jeu. Le RB Salzbourg pensera longtemps tenir son exploit avant de concéder l’égalisation en toute fin de match.
Le 22 juin 2023, Junior Adamu est transféré au SC Fribourg en première division allemande pour un montant autour de dix millions d'euros. Il rejoint alors ses coéquipiers de sélection Michael Gregoritsch et Philipp Lienhart.

### En équipe nationale
Adamu inscrit trois buts avec les moins de 19 ans lors de l'année 2019. Ces trois rencontres rentrent dans le cadre des éliminatoires du championnat d'Europe 2020.
Le 13 novembre 2020, Adamu joue son premier match avec l'équipe d'Autriche espoirs, contre la Turquie, lors d'une rencontre des éliminatoires de l'Euro espoirs 2021. Il entre en jeu en cours de partie, et son équipe s'incline par trois buts à deux. Le 27 mars 2021, il inscrit son premier but avec les espoirs, lors d'une rencontre amicale face à l'Arabie Saoudite (large victoire 10-0). Deux jours plus tard, il s'illustre de nouveau, en étant l'auteur d'un doublé face à la Pologne (victoire 2-0).
Le 12 novembre 2021, il honore sa première sélection en équipe d'Autriche face à Israël dans le cadre des qualifications à la Coupe du monde 2022. Lors de la victoire 4-2 des Autrichiens, il entre en jeu à la 89e minute de jeu à la place de Marko Arnautović.

## Statistiques
| Saison                | Club                            | Championnat           | Championnat | Championnat | Coupe(s) nationale(s) | Coupe(s) nationale(s) | Compétition(s) continentale(s) | Compétition(s) continentale(s) | Compétition(s) continentale(s) | Autriche | Autriche | Total | Total |
| Saison                | Club                            | Division              | M.          | B.          | M.                    | B.                    | Comp.                          | M.                             | B.                             | M.       | B.       | M.    | B.    |
| 2018-2019             | FC Liefering                    | 2.Liga                | 16          | 5           | -                     | -                     | -                              | -                              | -                              | -        | -        | 16    | 5     |
| 2019-2020             | FC Liefering                    | 2.Liga                | 20          | 14          | -                     | -                     | -                              | -                              | -                              | -        | -        | 20    | 14    |
| 2020-2021             | FC Liefering                    | 2.Liga                | 13          | 9           | -                     | -                     | -                              | -                              | -                              | -        | -        | 13    | 9     |
| Sous-total            | Sous-total                      | Sous-total            | 49          | 26          | 0                     | 0                     | -                              | 0                              | 0                              | 0        | 0        | 49    | 26    |
| 2020-2021             | Football Club Saint-Gall (prêt) | Super League          | 14          | 6           | 4                     | 2                     | -                              | -                              | -                              | -        | -        | 18    | 8     |
| Sous-total            | Sous-total                      | Sous-total            | 14          | 6           | 4                     | 2                     | -                              | 0                              | 0                              | 0        | 0        | 18    | 8     |
| 2021-2022             | Red Bull Salzbourg              | Bundesliga            | 30          | 7           | 4                     | 1                     | C1                             | 9                              | 1                              | 1        | 0        | 44    | 9     |
| 2022-2023             | Red Bull Salzbourg              | Bundesliga            | 28          | 10          | 4                     | 3                     | C1+C3                          | 6+2                            | 1+0                            | 5        | 0        | 45    | 14    |
| Sous-total            | Sous-total                      | Sous-total            | 58          | 17          | 8                     | 4                     | -                              | 17                             | 2                              | 6        | 0        | 89    | 23    |
| 2023-2024             | SC Fribourg                     | Bundesliga            | 15          | 0           | 1                     | 0                     | C3                             | 6                              | 1                              | -        | -        | 22    | 1     |
| 2024-2025             | SC Fribourg                     | Bundesliga            | 23          | 2           | 2                     | 2                     | -                              | -                              | -                              | 3        | 0        | 28    | 4     |
| Sous-total            | Sous-total                      | Sous-total            | 38          | 2           | 3                     | 2                     | -                              | 6                              | 1                              | 3        | 0        | 50    | 5     |
| Total sur la carrière | Total sur la carrière           | Total sur la carrière | 159         | 51          | 15                    | 8                     | -                              | 23                             | 3                              | 9        | 0        | 206   | 62    |

## Palmarès
- Finaliste de la Coupe de Suisse en 2021 avec le FC Saint-Gall